# Tom Butler (acteur)
Tom Butler (Ottawa, 1 februari 1951) is een Canadees acteur.

## Carrière
Butler begon in 1978 met acteren in de film Drying Up the Streets, waarna hij in nog meer dan 150 films en televisieseries speelde. Hij speelde in onder andere Poltergeist: The Legacy (1997-1998), Stargate SG-1 (1999), Shooter (2007), The Secret Circle (2011) en The Killing (2011-2012). 

## Filmografie

### Films
Selectie:
- 2024 Sonic the Hedgehog 3 - als commandant Walters
- 2022 Sonic the Hedgehog 2 - als commandant Walters
- 2020 Sonic the Hedgehog - als Walters
- 2015 Project T - als politie inspecteur
- 2015 Fifty Shades of Grey - als president WSU universiteit
- 2010 The A-Team - als rechter advocaat
- 2007 Shooter - als president
- 2006 Snakes on a Plane - als kapitein Sam McKeon
- 2004 Miracle - als Bob Allen
- 2003 Freddy vs. Jason - als dr. Campbell
- 2003 A Date with Darkness: The Trial and Capture of Andrew Luster - als Roger Diamond
- 2001 Josie and the Pussycats - als FBI agent Kelly
- 1993 Guilty as Sin - als D.A. Heath

### Televisieseries
Selectie:
- 2022-2023 Virgin River - als Sam Sheridan - 3 afl.
- 2023 The Holiday Shift - als Henry - 5 afl.
- 2017-2020 Loudermilk - als Jack - 5 afl.
- 2018 Literally - als Stanley - 8 afl.
- 2017 Damnation - als Burt Babbage - 3 afl.
- 2016-2017 Chesapeake Shores - als Lawrence Riley - 5 afl.
- 2017 Rogue - als Monty - 7 afl.
- 2016 Zoo - als Greg Trotter - 9 afl.
- 2015 The Flash - als Eric Larkin - 2 afl.
- 2015 Cedar Cove - alsBuck Saget - 9 afl.
- 2014 Gracepoint - als chief Morgan - 7 afl.
- 2011-2012 The Killing - als burgemeester Lesley Adams - 19 afl.
- 2011 The Secret Circle - als Henry Chamberlain - 3 afl.
- 2009 The Line - als Walter - 8 afl.
- 2006 Blade: The Series - als Tucker Moffot - 2 afl.
- 1995-2001 The Outer Limits - als diverse karakters - 5 afl.
- 1999 Stargate SG-1 - als majoor generaal Trofsky - 2 afl.
- 1997-1998 Poltergeist: The Legacy - als Frank Karmack - 4 afl.
- 1995-1996 Sliders - als Michael Mallory - 2 afl.

- Bibliothèque nationale de France: cb14160573q (data)
- International Standard Name Identifier: 0000 0000 0277 6962
- Library of Congress Control Number: no2012009380
- Virtual International Authority File: 7597084
- WorldCat: E39PBJxmBF4VPXD8QW3DFHqmh3